# Los Lunas
La ville de Los Lunas est le siège du comté de Valencia, situé dans le Nouveau-Mexique, aux États-Unis. Elle est située à une cinquantaine de kilomètres d'Albuquerque.
Au recensement de la population de 2010, Los Lunas comptait 24 877 habitants.
Le site archéologique de la pierre du décalogue de Los Lunas est situé sur son territoire sur les pentes du Hidden Mountain.